# Het Jachtseizoen
Het Jachtseizoen is een Nederlands programma van StukTV, waarin bekende Nederlanders als boef op de vlucht slaan. Aan Giel de Winter, Thomas van der Vlugt en Stefan Jurriens is het de taak om de voortvluchtige(n) binnen de speeltijd te pakken te krijgen. Het idee voor deze serie ontstond na woensdagopdracht 169 die begin 2016 werd uitgezonden en waarbij Giel als boef moest ontsnappen aan Thomas en Stefan.
De oorspronkelijke serie is op het YouTube-kanaal te zien, maar later werden er ook speciale afleveringen gemaakt voor televisiezender SBS 6. In 2024 startte op Videoland de spin-off Jachtseizoen Most Wanted, waarin een grote groep bekende Nederlanders meerdere dagen uit handen probeert te blijven van Team Stuk.

## Zaterdag-serie
Vanaf 2016 werden er jaarlijks ongeveer tien afleveringen van Het Jachtseizoen voor YouTube opgenomen. Deze werden in de maanden rond de jaarwisseling elke zaterdag om 17.00 uur online geplaatst.
Seizoen 1 tot en met 3 werden geproduceerd in samenwerking met RTL. Het eerste seizoen verscheen daardoor ook op de video-on-demand-dienst RTL XL. Seizoen 3 en 4 zijn in respectievelijk 2019 en 2020 herhaald op televisiezender Veronica.

### Startlocatie
De startlocatie van seizoen 1 t/m 7 was dikwijls een voormalige penitentiaire inrichting, fort of andere versterking, maar in seizoen 8 waren dit voornamelijk havens. 

### Spelregels
Het spel duurt maximaal vier uur. In seizoen 8 kon er tevens worden gekozen voor een hardcore-versie, die maximaal twee uur duurt.
De voortvluchtige...
- ...draagt gedurende het spel een oranje gevangenisoverall en een gps-tracker.
- ...gaat op pad met een selfiestick en een eigen cameraman om de vlucht goed vast te kunnen leggen.
- ...krijgt bij de start twintig minuten voorsprong op StukTV (hardcore: tien minuten).
- ...mag zelf geen hulpmiddelen meenemen, bijvoorbeeld een telefoon of geld.
- ...mag, afhankelijk van het seizoen, één of twee liften van tevoren regelen (bijvoorbeeld een auto, motor, boot en/of helikopter).
- ...mag niet langer dan twintig minuten (hardcore en laatste uur: tien minuten) in hetzelfde voertuig zitten.
- ...mag geen gebouwen betreden (met uitzondering van openbare gebouwen, zoals een treinstation, metrostation of parkeergarage).
- ...krijgt sinds seizoen 2 elk uur (hardcore: elke dertig minuten) de afstand tot StukTV te zien.
- ...heeft sinds seizoen 3 de beschikking over een OFFLINE-button, waarmee de apparatuur van StukTV eenmalig voor tien minuten (hardcore: vijf minuten) wordt vergrendeld.

StukTV...
- ...krijgt vanaf de start elke tien minuten (hardcore: elke vijf minuten) de exacte locatie van de voortvluchtige te zien; vanaf seizoen 2 krijgt StukTV in het laatste uur elke vijf minuten (ook bij hardcore) de locatie door.
- ...heeft de beschikking over smartphones en tabletcomputers, waarop reisinformatie en locatiegegevens worden gedeeld. Ook bellen ze regelmatig met een tankstation of een vliegveld, of ze daar iemand in een oranje pak hebben gezien.
- ...heeft de beschikking over een minibus (de "Stukbus").
- ...had van seizoen 1 tot en met 6 de beschikking over een drone om van bovenaf de straten te doorzoeken.
- ...wordt gedurende de vlucht gevolgd door een camerateam, dat steeds met een volgauto achter de "Stukbus" aan rijdt.

StukTV wint als deze de voortvluchtige (of een van de voortvluchtigen als er meerdere deelnemers zijn in een aflevering) binnen vier uur (hardcore: twee uur) weet aan te tikken. Lukt StukTV dit, dan gaat de voortvluchtige "terug naar de cel". Lukt dit niet, dan heeft de voortvluchtige gewonnen.
Kleine overtredingen van de spelregels worden vaak door de vingers gezien. Bij te veel overtredingen kan de deelnemer op verzoek van de kijkers worden gediskwalificeerd, zoals op 14 november 2020 gebeurde bij Lil' Kleine.

### Seizoen 1 (2016–2017)
Het eerste seizoen werd uitgezonden van 17 december 2016 tot en met februari 2017 en telde acht afleveringen.
In aflevering 5 zette Rapper Sjors een slechte tijd neer. Hij vluchtte samen met zijn vader naar Heerlen en bleef vervolgens in het winkelcentrum hangen, terwijl hij wachtte op zijn vader die een andere auto aan het halen was. Hierdoor kon Stuk TV hem al snel pakken.
In aflevering 8 deden de moeder van Giel, de vader van Thomas en de moeder van Stefan gezamenlijk een poging om te vluchten.
| Aflevering | Uploaddatum | Voortvluchtige(n) | Startpunt                      | Eindpunt                | Resultaat                  | Weergaven   |
| ---------- | ----------- | ----------------- | ------------------------------ | ----------------------- | -------------------------- | ----------- |
| 1 / 1      | 17 december | Ronnie Flex       | Gravensteen, Zierikzee         | Goes                    | Gepakt na 1:30:20          | 3,4 miljoen |
| 2 / 2      | 24 december | Dylan Haegens     | De Baaies, Makkum              | Leeuwarden              | Ontsnapt (5 km van StukTV) | 8,3 miljoen |
| 3 / 3      | 31 december | Boef              | Oostereiland, Hoorn            | Zwaagdijk               | Gepakt na 2:08:09          | 5,2 miljoen |
| 4 / 4      | 7 januari   | JayJay Boske      | Schutterswei, Alkmaar          | Amsterdam               | Gepakt na 2:05:35          | 2,7 miljoen |
| 5 / 5      | 14 januari  | Rapper Sjors      | Kasteel Hoensbroek, Hoensbroek | Heerlen                 | Gepakt na 1:09:03          | 2,9 miljoen |
| 6 / 6      | 21 januari  | Humberto Tan      | DeFabrique, Utrecht            | De Cannenburch, Vaassen | Ontsnapt (6 km van StukTV) | 3,4 miljoen |
| 7 / 7      | 28 januari  | Tim Hofman        | Koepelgevangenis, Breda        | Den Bosch               | Gepakt na 2:27:08          | 2,5 miljoen |
| 8 / 8      | 4 februari  | Ouders            | Slot Loevestein, Poederoijen   | Utrecht                 | Gepakt na 1:49:12          | 4 miljoen   |

### Seizoen 2 (2017)
Het tweede seizoen begon op 16 september 2017 en liep tot en met 25 november 2017. Nieuw dit seizoen was dat als extra moeilijkheid in het laatste uur niet elke tien maar elke vijf minuten de coördinaten van de voortvluchtige worden doorgestuurd naar StukTV. Ook nieuw is dat de voortvluchtige tijdens zijn vlucht op de hele uren een bericht krijgt hoeveel kilometer StukTV van hem vandaan is. Verder wordt volgens dezelfde regels gespeeld.
Er is voor dit seizoen ook een smartphoneapplicatie uitgebracht.
Het tweede seizoen telt elf afleveringen, waarvan tien met bekende Nederlanders of youtubers, en de laatste met de winnaar van het spel op de Jachtseizoen-app tijdens het seizoen.
| Aflevering | Uploaddatum  | Voortvluchtige      | Startpunt                   | Eindpunt                   | Resultaat                  | Weergaven   |
| ---------- | ------------ | ------------------- | --------------------------- | -------------------------- | -------------------------- | ----------- |
| 1 / 9      | 16 september | Jonna Fraser        | Wolvenburg, Utrecht         | Koog aan de Zaan           | Gepakt na 1:20:57          | 2,3 miljoen |
| 2 / 10     | 23 september | Nikkie de Jager     | Schutterswei, Alkmaar       | Uitgeest                   | Gepakt na 3:32:15          | 3 miljoen   |
| 3 / 11     | 30 september | Jebroer             | Koepelgevangenis, Arnhem    | Lexmond                    | Gepakt na 3:22:36          | 3 miljoen   |
| 4 / 12     | 7 oktober    | Wolter Kroes        | Fort 1881, Hoek van Holland | Vlaardingen                | Ontsnapt (4 km van StukTV) | 2,7 miljoen |
| 5 / 13     | 14 oktober   | Kwebbelkop          | Blokhuispoort, Leeuwarden   | Wartena                    | Gepakt na 1:33:08          | 2,2 miljoen |
| 6 / 14     | 21 oktober   | Tony Junior         | Fort bij Abcoude, Abcoude   | Heerenveen                 | Ontsnapt (2 km van StukTV) | 3,2 miljoen |
| 7 / 15     | 28 oktober   | Shelly Sterk        | Bijlmerbajes, Amsterdam     | Den Bosch                  | Gepakt na 2:50:18          | 2,7 miljoen |
| 8 / 16     | 4 november   | Fred van Leer       | Fort Honswijk, Schalkwijk   | Langevelderslag, Noordwijk | Ontsnapt (5 m van StukTV)  | 3 miljoen   |
| 9 / 17     | 11 november  | John van den Heuvel | DeFabrique, Utrecht         | Midwoud                    | Gepakt na 3:26:26          | 2,4 miljoen |
| 10 / 18    | 18 november  | Ali B               | Stadhuis van Delft, Delft   | Almere                     | Gepakt na 3:32:36          | 5,1 miljoen |
| 11 / 19    | 25 november  | Timin               | Fort bij Vechten, Bunnik    | Deventer                   | Gepakt na 3:03:40          | 1,4 miljoen |

### Seizoen 3 (2018)
Op 21 oktober 2018 begon het derde seizoen van Het Jachtseizoen.
In dit seizoen is de OFFLINE-button geïntroduceerd, waarmee de voortvluchtige de tablets in de StukTV-bus eenmalig voor tien minuten kan vergrendelen. 
Dit seizoen sloot af met een speciale aflevering: kijkers mochten in de Jachtseizoen-app stemmen over welke deelnemer uit seizoen 1 of 2 een herkansing mocht doen. Rapper Boef kreeg een tweede kans.
In aflevering 1 besloot Kalvijn om naar de parkeerplaats op de Afsluitdijk te vluchten, waar een voetgangersbrug over de weg is. Aan de andere kant had Kalvijn vervolgens een nieuwe lift klaarstaan. Echter had StukTV dit plan al snel door. Giel besloot daarop met een andere auto naar deze locatie te rijden, terwijl Kalvijn wachtte op de bus van StukTV. Hierdoor werd hij al snel opgepakt. 
| Aflevering | Uploaddatum | Voortvluchtige    | Startpunt                           | Eindpunt                                          | Resultaat                    | Offline | Weergaven   |
| ---------- | ----------- | ----------------- | ----------------------------------- | ------------------------------------------------- | ---------------------------- | ------- | ----------- |
| 1 / 20     | 21 oktober  | Kalvijn           | Schutterswei, Alkmaar               | Parkeerplaats Afsluitdijk bij Vlietermonument     | Gepakt na 1:23:32            | Nee     | 3,1 miljoen |
| 2 / 21     | 27 oktober  | Rico Verhoeven    | Fort de Hel, Willemstad             | Halsteren                                         | Ontsnapt (1 km van StukTV)   | Ja      | 9,1 miljoen |
| 3 / 22     | 3 november  | Famke Louise      | Blokhuispoort, Leeuwarden           | Station Groningen                                 | Gepakt na 3:43:21            | Ja      | 3,3 miljoen |
| 4 / 23     | 10 november | Bizzey            | Fort Everdingen, Everdingen         | Shell De Kroon, Nieuwegein                        | Gepakt na 3:48:19            | Ja      | 2,4 miljoen |
| 5 / 24     | 17 november | Maan              | Fort benoorden Spaarndam, Spaarndam | Vianen                                            | Ontsnapt (4 km van StukTV)   | Ja      | 4,6 miljoen |
| 6 / 25     | 24 november | Qucee             | De Rode Pannen, Veenhuizen          | Parkeerterrein Molenplein, Heerenveen             | Gepakt na 3:33:02            | Ja      | 2,9 miljoen |
| 7 / 26     | 1 december  | Anna Nooshin      | PI Wolvenplein, Utrecht             | Breda                                             | Gepakt na 2:02:47            | Nee     | 1,9 miljoen |
| 8 / 27     | 8 december  | Frenna            | Fort Oranje, Heijningen             | Den Haag                                          | Ontsnapt (0,9 km van StukTV) | Ja      | 2,9 miljoen |
| 9 / 28     | 15 december | Monica Geuze      | Bijlmerbajes, Amsterdam             | Amsterdam-Noord op de pont Centraal-Buiksloterweg | Gepakt na 3:30:59            | Ja      | 2,3 miljoen |
| 10 / 29    | 16 december | Boef (herkansing) | Fort Pannerden, Doornenburg         | Almere                                            | Ontsnapt (0,6 km van StukTV) | Nee     | 5,8 miljoen |

### Seizoen 4 (2019)
Op 20 oktober 2019 begon het vierde seizoen van Het Jachtseizoen.
Met ingang van aflevering 5 mocht de voortvluchtige van tevoren maximaal twee helpers regelen.
| Aflevering | Uploaddatum | Voortvluchtige       | Startpunt                       | Eindpunt                 | Resultaat                    | Offline | Weergaven   |
| ---------- | ----------- | -------------------- | ------------------------------- | ------------------------ | ---------------------------- | ------- | ----------- |
| 1 / 30     | 20 oktober  | Bram Krikke          | Koepelgevangenis, Arnhem        | Cronebos, Hilversum      | Ontsnapt (0,2 km van StukTV) | Ja      | 3,7 miljoen |
| 2 / 31     | 26 oktober  | Hardwell             | PI Wolvenplein, Utrecht         | Bavel                    | Ontsnapt (9 km van StukTV)   | Ja      | 2,8 miljoen |
| 3 / 32     | 2 november  | OnneDi               | PI Veenhuizen, Veenhuizen       | Shell bij Haerst, Zwolle | Gepakt na 1:30:27            | Nee     | 2,1 miljoen |
| 4 / 33     | 9 november  | Marco Borsato        | PI Wolvenplein, Utrecht         | Strand bij Wijk aan Zee  | Ontsnapt (5 m van StukTV)    | Ja      | 2,5 miljoen |
| 5 / 34     | 16 november | Poke                 | Fort Pannerden, Doornenburg     | Station Tiel             | Gepakt na 1:51:21            | Ja      | 1,3 miljoen |
| 6 / 35     | 23 november | Soufiane Touzani     | Twente Airport, Enschede        | Den Dolder               | Ontsnapt (7,5 km van StukTV) | Ja      | 2,9 miljoen |
| 7 / 36     | 30 november | Sylvana IJsselmuiden | Fort Sabina Henrica, Heijningen | Nieuwerkerk a/d IJssel   | Gepakt na 1:27:42            | Nee     | 1,6 miljoen |
| 8 / 37     | 7 december  | Snelle               | Fort Maarsseveen, Maarsseveen   | Hardinxveld-Giessendam   | Ontsnapt (0,3 km van StukTV) | Nee     | 2,4 miljoen |
| 9 / 38     | 14 december | Nienke Plas          | Generaal De Bonskazerne, Grave  | Belfeld                  | Ontsnapt (5 km van StukTV)   | Ja      | 1,5 miljoen |
| 10 / 39    | 15 december | Klaas-Jan Huntelaar  | Fort aan den Ham, Uitgeest      | Zaandam                  | Ontsnapt (11 km van StukTV)  | Nee     | 2,9 miljoen |

### Het Jachtseizoen Curaçao (2019)
Op Eerste Kerstdag 2019 kwam een bonusaflevering (woensdagopdracht 376) online, waarin Churandy Martina op Curaçao uit handen moest blijven van StukTV. Deze keer was Stefan er niet bij, duurde het spel twee uur in plaats van vier uur, kreeg hij 10 in plaats van 20 minuten voorsprong, was er geen offline button en mocht hij maximaal tien minuten in hetzelfde voertuig zitten.
| Uploaddatum | Voortvluchtige   | Startpunt                        | Eindpunt          | Resultaat                  | Weergaven   |
| ----------- | ---------------- | -------------------------------- | ----------------- | -------------------------- | ----------- |
| 25 december | Churandy Martina | Kontiki Beach Resort, Willemstad | Noordkust Curaçao | Ontsnapt (9 km van StukTV) | 1,9 miljoen |

### Seizoen 5 (2020–2021)
Seizoen 5 begon op 31 oktober 2020.
De eerste aflevering werd binnen een dag meer dan 1 miljoen keer bekeken.
In aflevering 3 bleef Lil' Kleine uit handen van StukTV. Echter, hij overtrad tijdens zijn vluchtpoging meerdere spelregels; van tevoren waren er al meer dan twee helpers geregeld en hij maakte opnieuw gebruik van een voertuig waar hij al 20 minuten in had gezeten. Daarnaast maakten hij en zijn helpers meerdere verkeersovertredingen. Ook werden er in de aflevering drugs gebruikt. Na kritiek van de kijkers besloten de makers, een paar uur na publicatie van de aflevering, Lil' Kleine te diskwalificeren.
In de laatste aflevering reed Jamal Ben Saddik met nog korte tijd te spelen met de StukTV bus weg vanaf een parkeerplaats, nadat hij deze van hen ontvreemdde toen StukTV naar hem op zoek was in de bosjes. Hij ontsnapte zodoende van hen en zijn afstand werd vermeld als technische knock-out.
| Aflevering | Uploaddatum | Voortvluchtige   | Startpunt                           | Eindpunt                           | Resultaat                  | Offline | Weergaven   |
| ---------- | ----------- | ---------------- | ----------------------------------- | ---------------------------------- | -------------------------- | ------- | ----------- |
| 1 / 40     | 31 oktober  | Enzo Knol        | Fort Maarsseveen, Maarssen          | Marknesse                          | Ontsnapt (20 m van StukTV) | Ja      | 6,9 miljoen |
| 2 / 41     | 7 november  | Jandino Asporaat | Bunkercomplex Overvoorde, Rijswijk  | Vught                              | Gepakt na 3:57:47          | Nee     | 2,9 miljoen |
| 3 / 42     | 14 november | Lil' Kleine      | Koepelgevangenis, Breda             | Parkeerplaats Diemerpolder, Diemen | Gediskwalificeerd          | Ja      | 3,2 miljoen |
| 4 / 43     | 21 november | Emma Heesters    | De Rode Pannen, Veenhuizen          | Urk                                | Gepakt na 2:20:23          | Nee     | 1,7 miljoen |
| 5 / 44     | 28 november | Bilal Wahib      | Pieter Baan Centrum, Utrecht        | Amsterdam                          | Gepakt na 2:04:22          | Ja      | 1,4 miljoen |
| 6 / 45     | 5 december  | Gaby Blaaser     | Koepelgevangenis, Arnhem            | Wassenaar                          | Gepakt na 3:29:07          | Nee     | 1,3 miljoen |
| 7 / 46     | 12 december | Milan Knol       | PI Wolvenplein, Utrecht             | Amersfoort                         | Gepakt na 3:17:44          | Ja      | 2 miljoen   |
| 8 / 47     | 19 december | Dopebwoy         | PI Limburg Zuid, Maastricht         | Almere                             | Gepakt na 3:31:42          | Nee     | 1,1 miljoen |
| 9 / 48     | 26 december | Ruben Nicolai    | Kasteel van Woerden, Woerden        | Rotterdam                          | Gepakt na 2:59:33          | Ja      | 1,6 miljoen |
| 10 / 49    | 2 januari   | Jamal Ben Saddik | Fort aan de Uppelse Dijk, Werkendam | Dordrecht                          | Ontsnapt (door Knock-out)  | Nee     | 2,9 miljoen |

### Seizoen 6 (2021–2022)
De eerste aflevering van dit seizoen was de 50e aflevering van de serie.
In aflevering 3 speelde Kraantje Pappie het spel zonder van tevoren iets te regelen. Ook gebruikte hij de offline-button niet.
In aflevering 4 gebruikte Frank Lammers de 'offline-button' al na 20 minuten. Ook was er kritiek op deze aflevering, omdat Lammers het Korps Mariniers van tevoren van alles liet regelen.
In aflevering 8 "vluchtte" Dennis Schouten alleen de eerste 40 minuten met de vooraf geregelde liften en bedreigde daarna Giel, Thomas en Stefan in de bosjes met twee kickboksers en identificatiespray. Vooral Giel was hier niet van gediend en vertelde dat je het spel zo niet hoort te spelen.
In de laatste aflevering van dit seizoen moesten Giel, Thomas en Stefan achter drie boeven aan, namelijk Koen van Heest, Raoul de Graaf, Matthyas het Lam van de Bankzitters.
| Aflevering | Uploaddatum | Voortvluchtige(n) | Startpunt                          | Eindpunt                   | Resultaat                  | Offline | Weergaven   |
| ---------- | ----------- | ----------------- | ---------------------------------- | -------------------------- | -------------------------- | ------- | ----------- |
| 1 / 50     | 13 november | Martin Garrix     | Fort bij Nigtevecht, Nigtevecht    | Veerboot naar Texel        | Gepakt na 3:54:50          | Ja      | 2,7 miljoen |
| 2 / 51     | 20 november | Eloise van Oranje | Fort bij Spijkerboor, Westbeemster | A44, afslag Oude-Wetering  | Gepakt na 2:39:38          | Nee     | 1,9 miljoen |
| 3 / 52     | 27 november | Kraantje Pappie   | De Rode Pannen, Veenhuizen         | A28 bij Hooghalen / Hijken | Ontsnapt (2 m van StukTV)  | Nee     | 1,7 miljoen |
| 4 / 53     | 4 december  | Frank Lammers     | PI Almere, Almere                  | Winkel                     | Ontsnapt (5 km van StukTV) | Ja      | 2,1 miljoen |
| 5 / 54     | 11 december | Kees van der Spek | Fort Wierickerschans, Bodegraven   | Amsterdam Westpoort        | Ontsnapt (6 km van StukTV) | Ja      | 2,1 miljoen |
| 6 / 55     | 18 december | Romee Strijd      | Fort 1881, Hoek van Holland        | Amsterdam-Noord            | Gepakt na 3:20:04          | Ja      | 1,6 miljoen |
| 7 / 56     | 25 december | Défano Holwijn    | De Kruisberg, Doetinchem           | Driebergen-Rijsenburg      | Gepakt na 3:11:10          | Nee     | 1,1 miljoen |
| 8 / 57     | 1 januari   | Dennis Schouten   | Kasteel van Woerden, Woerden       | Gouda                      | Gepakt na 1:36:55          | Nee     | 1,3 miljoen |
| 9 / 58     | 8 januari   | Mart Hoogkamer    | Fort Vuren, Vuren                  | Leiden                     | Ontsnapt (10 m van StukTV) | Nee     | 2 miljoen   |
| 10 / 59    | 15 januari  | Bankzitters       | PI Wolvenplein, Utrecht            | Lelystad                   | Gepakt na 1:51:49          | Ja      | 2,5 miljoen |

### Seizoen 7 (2022)
Seizoen 7 begon op zaterdag 5 november 2022. Nieuw is dat de deelnemer bij de start in een arrestatiebus met chauffeur Fred wordt geplaatst en dan mag kiezen in welke windrichting deze 20 minuten moet rijden om zo de nodige voorsprong te realiseren op StukTV. Daarna moet de kandidaat op eigen kracht vluchten en komt StukTV in actie. Daarnaast mag er nog één vluchtvoertuig van tevoren geregeld worden, maar daar mag dus niet meteen bij de start gebruik van gemaakt worden. Daarnaast is het nieuw dat de volgende aflevering al een week van tevoren te zien is in de StukTV-app. Aflevering 5 kwam 's ochtends al online in verband met de WK-wedstrijd Nederland-Verenigde Staten.
Op 24 december kwam er een speciale hardcore-aflevering online met een oud-winnaar. Hierbij gaan een aantal regels door de helft: het spel duurde twee uur, de voortvluchtige kreeg tien minuten voorsprong, de gps-locatie werd elke vijf minuten doorgestuurd, de afstand tot team-Stuk werd elke 30 minuten doorgestuurd, de offline-button duurde maar vijf minuten en de voortvluchtige mocht slechts 10 minuten in hetzelfde voertuig zitten.
| Aflevering | Uploaddatum | Voortvluchtige        | Startpunt                          | Eindpunt         | Resultaat                    | Offline | Weergaven   |
| ---------- | ----------- | --------------------- | ---------------------------------- | ---------------- | ---------------------------- | ------- | ----------- |
| 1 / 60     | 5 november  | Antoon                | PI Almere, Almere                  | Houtribdijk      | Ontsnapt (11 km van StukTV)  | Ja      | 1,5 miljoen |
| 2 / 61     | 12 november | Khalid Alterch (ICE)  | Fort bij Spijkerboor, Westbeemster | Rotterdam        | Ontsnapt (1,8 km van StukTV) | Nee     | 1,7 miljoen |
| 3 / 62     | 19 november | Giovanni Latooy (Gio) | Fort 1881, Hoek van Holland        | Roelofarendsveen | Gepakt na 2:57:31            | Nee     | 1,2 miljoen |
| 4 / 63     | 26 november | La Fuente             | Fort Sabina Henrica, Heijningen    | Eindhoven        | Gepakt na 3:19:28            | Nee     | 0,8 miljoen |
| 5 / 64     | 3 december  | Frans Duijts          | Koepelgevangenis, Arnhem           | Volendam         | Gepakt na 3:12:07            | Nee     | 0,7 miljoen |
| 6 / 65     | 10 december | Froukje Veenstra      | Fort Wierickerschans, Bodegraven   | Leiden           | Gepakt na 2:24:56            | Nee     | 0,6 miljoen |
| 7 / 66     | 17 december | Sjaak                 | De Rode Pannen, Veenhuizen         | Smarpot, Akkrum  | Gepakt na 2:41:42            | Ja      | 0,7 miljoen |
| 8 / 67     | 24 december | Dylan Haegens         | Kasteel Keverberg, Kessel          | Helenaveen       | Ontsnapt (8,5 km van StukTV) | Ja      | 1,2 miljoen |

### Seizoen 8 (2023–2024)
Nieuw in dit seizoen is dat er gekozen kan worden tussen de spelmodus classic en hardcore, die respectievelijk vier en twee uur duren. De hardcore-versie werd vorig seizoen al uitgeprobeerd met Dylan Haegens. De arrestatiebus als startvoertuig voor de voortvluchtige(n) keerde dit seizoen niet terug. Ook nieuw in dit seizoen was de toevoeging van de regel dat de voortvluchtige tijdens het laatste uur nog maar 10 minuten in een voertuig mag zitten.
In aflevering 1 stonden Robbie en Milo op de uitkijktoren De Kaap op de Utrechtse Heuvelrug met de YouTube Gold Play Button van StukTV. Deze award was in de serie Clickbait in handen gekomen van Bram Krikke, die hem vervolgens had verkocht aan de Bankzitters. Ze dreigden deze naar beneden te gooien als Giel, Thomas en Stefan naar boven kwamen. Ondanks het risico dat de Play Button kapot zou kunnen vallen besloten Giel en Stefan toch naar boven te gaan, waarna Robbie en Milo de Play Button daadwerkelijk over de reling gooiden. De award bleef echter heel, omdat een boom de val brak.
| Aflevering | Uploaddatum | Voortvluchtige(n)         | Modus    | Startpunt                                        | Eindpunt                         | Resultaat                  | Offline | Weergaven   |
| ---------- | ----------- | ------------------------- | -------- | ------------------------------------------------ | -------------------------------- | -------------------------- | ------- | ----------- |
| 1 / 68     | 18 november | Bankzitters               | Classic  | Heijsehaven, Rotterdam                           | Doornse Kaap, Utrecht            | Gepakt na 3:31:20          | Ja      | 1,3 miljoen |
| 2 / 69     | 25 november | Mocro Maffia              | Hardcore | Helikopterhaven in Harskamp                      | A12 bij Bunnik/Odijk             | Ontsnapt (4 km van StukTV) | Ja      | 0,8 miljoen |
| 3 / 70     | 2 december  | Armin van Buuren          | Classic  | Autodemontagebedrijf Akkie Stomphorst in De Bilt | In de buurt van Roelofarendsveen | Ontsnapt (7 km van StukTV) | Ja      | 0,7 miljoen |
| 4 / 71     | 9 december  | Yvon Jaspers              | Classic  | Nieuwe Haven, Den Helder                         | Stadsbrug, Kampen                | Gepakt na 03:41:54         | Nee     | 0,5 miljoen |
| 5 / 72     | 16 december | Pieter Valley             | Hardcore | Containerterminal in Moerdijk                    | Hoge Rijndijk, Zoeterwoude       | Ontsnapt (10 m van StukTV) | Ja      | 0,8 miljoen |
| 6 / 73     | 23 december | Daan Boom & Tobias Camman | Hardcore | Lorentzhaven, Harderwijk                         | Nabij Dinoland Zwolle            | Gepakt na 01:06:43         | Ja      | 0,7 miljoen |
| 7 / 74     | 30 december | Dutch Performante         | Classic  | Parkeergarage in Deventer                        | Zeewolde                         | Gepakt na 03:22:50         | Nee     | 0,9 miljoen |
| 8 / 75     | 6 januari   | Robbert Rodenburg         | Hardcore | Helikopterhaven in Harskamp                      | Huizen                           | Ontsnapt (3 km van StukTV) | Ja      | 0,5 miljoen |

### Documentaire
Een week na de laatste aflevering van het 5e seizoen was er een video te zien waarin ze lieten zien hoe het maken van een aflevering nou eigenlijk in z'n werk gaat. Daarnaast beantwoordden Giel, Thomas en Stefan vragen van de kijkers en waren beelden te zien van mensen die Het Jachtseizoen speelden met de app.

## Televisieserie
In de televisieafleveringen slaan twee BN'ers als team op de vlucht. Dit zijn BN'ers die ook bij een wat oudere doelgroep bekend zijn. De afleveringen op televisie duren zonder reclames rond de 40 minuten, wat 10 minuten tot een kwartier langer is dan de reguliere afleveringen op YouTube. De afleveringen werden uitgezonden op SBS 6 en waren vervolgens tot een week na uitzending terug te zien via KIJK.nl, de video on demand dienst van SBS6, en via Prime Video van Amazon. De serie werd met uitzondering van 2021 (vanwege de coronapandemie die in 2020 uitbrak) jaarlijks in het voorjaar uitgezonden.

### Spelregels
De spelregels van de televisieserie zijn bijna hetzelfde als in de YouTube-versie. Het verschil is dat er geen hardcore-modus is en in de televisieserie moet de verliezende partij een tegenprestatie leveren die van tevoren wordt bedacht.

### Seizoen 1 (2021)
Op 11 september 2021 om 20:30 uur begon de eerste reeks van Het Jachtseizoen op SBS6. Het eerste seizoen bestaat uit acht afleveringen verspreid over negen uitzendweken; op 16 oktober 2021 werd een week overgeslagen vanwege De Dansmarathon. De televisieserie zou aanvankelijk al begin 2021 worden opgenomen en worden uitgezonden in het voorjaar, maar dit werd uitgesteld vanwege aangescherpte maatregelen door de coronapandemie. Uiteindelijk werden na versoepeling van de maatregelen in juni de opnames alsnog gemaakt en in het najaar uitgezonden.
| Aflevering | Uitzenddatum | Duo                              | Startpunt                          | Eindpunt                           | Resultaat                    | Offline | Straf voor verliezers                | Kijkcijfers (+ uitgesteld) |
| ---------- | ------------ | -------------------------------- | ---------------------------------- | ---------------------------------- | ---------------------------- | ------- | ------------------------------------ | -------------------------- |
| 1 / 1      | 11 september | Simon Keizer Britt Dekker        | Fort bij IJmuiden, IJmuiden        | Heerewaarden                       | Gepakt na 3:01:12            | Nee     | 2 minuten in ijsbad                  | 631.000 (935.000)          |
| 2 / 2      | 18 september | Katja Schuurman Babette van Veen | Werk bij Maarsseveen, Maarssen     | Rotterdam                          | Ontsnapt (0,5 km van StukTV) | Ja      | Met piemelpak over straat            | 569.000 (743.000)          |
| 3 / 3      | 25 september | Herman den Blijker Bram Krikke   | PI Wolvenplein, Utrecht            | Zandvoort                          | Gepakt na 3:05:43            | Nee     | Taart in gezicht gooien              | 562.000 (837.000)          |
| 4 / 4      | 2 oktober    | Najib Amhali Wendy van Dijk      | Fort bij Spijkerboor, Westbeemster | Vleuten                            | Ontsnapt (1 km van StukTV)   | Ja      | Drankjes serveren met schokband      | 723.000 (995.000)          |
| 5 / 5      | 9 oktober    | Dave Roelvink Donny Roelvink     | Fort bij Uithoorn, Amstelhoek      | Schoorlse Duinen                   | Gepakt na 3:01:04            | Nee     | Beschoten worden met paintballgeweer | 559.000 (894.000)          |
| 6 / 6      | 23 oktober   | Rolf Sanchez Wesley Sneijder     | Pieter Baan Centrum, Utrecht       | Sportpark Wesley Sneijder, Utrecht | Ontsnapt (2 m van StukTV)    | Ja      | Kontjekick                           | 606.000 (836.000)          |
| 7 / 7      | 30 oktober   | Leo Alkemade Xander de Buisonjé  | PI Almere, Almere                  | De Cocksdorp, Texel                | Gepakt na 3:54:36            | Ja      | Kroketje in het zand                 | 529.000 (855.000)          |
| 8 / 8      | 6 november   | Ellie Lust Nick Schilder         | Koepelgevangenis, Breda            | Amsterdam                          | Gepakt na 2:17:57            | Nee     | Pek en veren                         | 522.000 (824.000)          |

### Seizoen 2 (2022)
Het tweede seizoen begon op zaterdag 4 juni 2022. Het uitzendtijdstip werd vervroegd naar 20:00 uur.
| Aflevering | Uitzenddatum | Duo                              | Startpunt                             | Eindpunt                       | Resultaat                   | Offline | Straf voor verliezers                        | Kijkcijfers (+ uitgesteld) |
| ---------- | ------------ | -------------------------------- | ------------------------------------- | ------------------------------ | --------------------------- | ------- | -------------------------------------------- | -------------------------- |
| 1 / 9      | 4 juni       | Ruud de Wild Olcay Gulsen        | Fort bij Spijkerboor, Westbeemster    | Amsterdam                      | Ontsnapt (1 km van StukTV)  | Ja      | Duik in een gracht                           | 469.000 (736.000)          |
| 2 / 10     | 11 juni      | Peter Gillis Rob Geus            | Fort bij Giessen, Giessen             | Barendrecht                    | Ontsnapt (40 km van StukTV) | Ja      | Auto wassen                                  | 552.000 (939.000)          |
| 3 / 11     | 18 juni      | Maxime Meiland Montana Meiland   | De Kruisberg, Doetinchem              | Amsterdam                      | Gepakt na 3:49:49           | Ja      | Rauw ei op hoofd kapotslaan als auto toetert | 602.000 (862.000)          |
| 4 / 12     | 25 juni      | Davy Klaassen Daley Blind        | Fort aan de St. Aagtendijk, Beverwijk | Johan Cruijff ArenA, Amsterdam | Ontsnapt (6 km van StukTV)  | Ja      | Hete pepers eten                             | 507.000 (738.000)          |
| 5 / 13     | 2 juli       | Sander Lantinga Jan Versteegh    | Fort bij Uithoorn, Amstelhoek         | Amsterdam                      | Gepakt na 2:15:22           | Nee     | Been waxen                                   | 474.000 (680.000)          |
| 6 / 14     | 9 juli       | Gert Verhulst Viktor Verhulst    | Fort Prins Frederik, Ooltgensplaat    | Oud-Alblas                     | Gepakt na 2:41:45           | Nee     | Karaoke in K3-outfit                         | 503.000 (745.000)          |
| 7 / 15     | 16 juli      | Hélène Hendriks Anouk Hoogendijk | Vrouwengevangenis, Breda              | Stavenisse                     | Ontsnapt (1 km van StukTV)  | Ja      | Gezicht make-uppen en delen op socials       | 504.000 (687.000)          |
| 8 / 16     | 23 juli      | Kjeld Nuis Ireen Wüst            | Fort Kijkduin, Huisduinen             | Emmeloord                      | Ontsnapt (2 km van StukTV)  | Ja      | Fierljeppen                                  | 467.000 (709.000)          |

### Seizoen 3 (2023)
Het derde seizoen begon op zaterdag 29 april 2023. Het uitzendtijdstip werd weer verzet naar 20:30 uur. Op zaterdag 13 mei werd een herhaling uitgezonden vanwege het Eurovisiesongfestival dat op die datum werd uitgezonden op NPO 1. In de eerste aflevering reden Yolanthe en Monica korte tijd in de bus van Team Stuk. Dit gebeurde al eerder in de YouTube-aflevering met Jamal Ben Saddik.
| Aflevering | Uitzenddatum | Duo                                  | Startpunt                     | Eindpunt                                   | Resultaat         | Offline | Straf voor verliezers                            | Kijkcijfers (+ uitgesteld) |
| ---------- | ------------ | ------------------------------------ | ----------------------------- | ------------------------------------------ | ----------------- | ------- | ------------------------------------------------ | -------------------------- |
| 1 / 17     | 29 april     | Yolanthe Cabau Monica Geuze          | Twente Airport                | BP Voordaan, Groenekan                     | Ontsnapt          | Ja      | Met blote voeten lopen over legoblokjes          | 555.000 (753.000)          |
| 2 / 18     | 6 mei        | Geraldine Kemper Art Rooijakkers     | Koepelgevangenis Arnhem       | Zutphen, boven in de Wijnhuistoren         | Ontsnapt          | Ja      | Balanceren op het water                          | 492.000 (681.000)          |
| 3 / 19     | 20 mei       | Edsilia Rombley Kees Tol             | DeFabrique, Utrecht           | Bukdijk, Marken                            | Gepakt na 3:35:04 | Nee     | Laten bijten in beschermingspak door politiehond | 553.000 (676.000)          |
| 4 / 20     | 27 mei       | Wietze de Jager Klaas van der Eerden | Fort bij Vechten, Bunnik      | BP Voordaan, Groenekan                     | Gepakt na 3:36:58 | Ja      | Champagne drinken uit Stefans schoen             | 479.000 (584.000)          |
| 5 / 21     | 3 juni       | Jaimie Vaes Estelle Cruijff          | Fort bij Uithoorn, Amstelhoek | Amsterdam                                  | Ontsnapt          | Ja      | Laten trappen door een kickbokser                | 478.000 (615.000)          |
| 6 / 22     | 10 juni      | Donnie Mart Hoogkamer                | Radio Kootwijk, Apeldoorn     | Amsterdam-Oost                             | Ontsnapt          | Ja      | Tattoo laten zetten op been                      | 328.000 (440.000)          |
| 7 / 23     | 17 juni      | Flemming Ronnie Flex                 | Fort bij Giessen, Giessen     | Shell Maatveld, Nieuwerkerk aan den IJssel | Gepakt na 2:53:23 | Nee     | Laten bekogelen met verfballonnen                | 407.000 (554.000)          |
| 8 / 24     | 24 juni      | Gerard Ekdom Snelle                  | De Kruisberg, Doetinchem      | Sparrenburgbos, Rosmalen                   | Gepakt na 2:14:11 | Ja      | Zenuwspiraal voltooien met schokband             | 317.000 (423.000)          |

### Seizoen 4 (2024)
Het vierde seizoen begon op 25 april 2024 en wordt in tegenstelling tot voorgaande seizoenen niet op zaterdagavond, maar op donderdagavond uitgezonden. De eerste aflevering van dit seizoen was de eerste aflevering in de geschiedenis van het programma die in het donker werd opgenomen. Op 9 mei werd in verband met het Eurovisiesongfestival de aflevering uit 2023 met Edsilia Rombley en Kees Tol opnieuw uitgezonden.
| Aflevering | Uitzenddatum | Duo                                 | Startpunt                               | Eindpunt                            | Resultaat         | Offline | Straf voor verliezers              | Kijkcijfers |
| ---------- | ------------ | ----------------------------------- | --------------------------------------- | ----------------------------------- | ----------------- | ------- | ---------------------------------- | ----------- |
| 1 / 25     | 25 april     | Ferry Doedens Sylvia Geersen        | Haven van Rotterdam                     | Amsterdam                           | Ontsnapt          | Nee     | Hot chip challenge                 | 606.000     |
| 2 / 26     | 2 mei        | Tim Coronel Tom Coronel             | TT Circuit Assen                        | Omgeving Coronel Kartracing, Huizen | Ontsnapt          | Ja      | Champagne drinken uit een schoen   | 712.000     |
| 3 / 27     | 16 mei       | Frank de Boer Ronald de Boer        | Johan Cruijff ArenA, Amsterdam          | Barneveld                           | Ontsnapt          | Nee     | Kontjekick met padelballen         | 607.000     |
| 4 / 28     | 23 mei       | Bridget Maasland Clarice Stenger    | Fort aan de Middenweg, Zuidoostbeemster | Station Amsterdam Amstel            | Gepakt na 2:21:14 | Nee     | Taart in gezicht gooien            | 504.000     |
| 5 / 29     | 30 mei       | Merel Ek Noa Vahle                  | Twente Airport                          | Omgeving De Kuip, Rotterdam         | Ontsnapt          | Ja      | Ice Bucket Challenge               | 774.000     |
| 6 / 30     | 6 juni       | Rutger Castricum Lilian Marijnissen | Kassen van Westland, Naaldwijk          | BP bij Dordrecht                    | Gepakt na 2:10:14 | Nee     | Tanden poetsen met filet americain | 520.000     |
| 7 / 31     | 13 juni      | John de Bever Wolter Kroes          | Papierfabriek Gelderland, Nijmegen      | Twello                              | Ontsnapt          | Ja      | Kontjekick                         | 671.000     |
| 8 / 32     | 20 juni      | Dafne Schippers Gregory Sedoc       | Fort bij Giessen, Giessen               | Haven van Scheveningen              | Gepakt na 2:18:37 | Nee     | Duik in ijskoud water              | 391.000     |

### Het Vluchtseizoen (2024)
Op 27 juni 2024, een week na het einde van seizoen 4 van Het Jachtseizoen, werd er een speciale aflevering uitgezonden onder de naam Het Vluchtseizoen.
Giel de Winter, Thomas van der Vlugt en Stefan Jurriens sloegen nu zelf op de vlucht. Ze moesten uit handen blijven van Tim en Tom Coronel en Rob Kamphues. De jagers kregen hulp van ex-militair Marc Pollen. Giel, Thomas en Stefan moesten proberen om 10.000 euro na 3 uur op een bepaalde locatie bij handlanger Jan Versteegh te krijgen. Eerst moesten Giel, Thomas en Stefan nog langs een safehouse om te achterhalen waar het eindpunt was. Daar waren ze 10 minuten veilig.
De aflevering werd bekeken door 446.000 mensen. De beginlocatie was parkeergarage Rietlandpark in Amsterdam, het safehouse was in Zwanenburg en de eindlocatie was Molen de Adriaan in Haarlem. De boeven ontsnapten met € 8.310.
Dit format bevatte elementen van de YouTube-series Het Jachtseizoen en Politieachtervolging.

## Het Jachtseizoen: Most Wanted
Jachtseizoen: Most Wanted is met een Videoland-abonnement te zien. De eerste aflevering van elk seizoen wordt ter promotie ook op YouTube geüpload. In deze serie slaat een grote groep boeven (zowel solo als in duo's) op de vlucht voor Team Stuk. Deze serie wordt geproduceerd door Signal.Stream, het format- en productiehuis van Giel de Winter. 

### Spelregels
De units...
- ...zijn op de vlucht van 10.00 tot 19.00 uur en op de laatste dag duurt het finalespel maximaal vier uur. In seizoen 1 werd er gespeeld van maandag t/m vrijdag, in seizoen 2 van zondag t/m vrijdag.
- ...moeten voor de avond en nacht zelf een verblijfplaats regelen.
- ...dragen gedurende het spel een oranje gevangenisoverall en een gps-tracker.
- ...gaan op pad met een selfiestick en een eigen cameraman om de vlucht goed vast te kunnen leggen.
- ...krijgen bij de start 60 minuten voorsprong.
- ...mogen maximaal 40 minuten per keer in hetzelfde voertuig zitten.
- ...hebben geen eigen offline-knop, maar een bepaalde locatie in het land is een virtuele offline-knop. De unit die na de melding als eerste de locatie bezoekt, die verdwijnt dan voor de duur van 4 uur (in seizoen 1 was dit 2 uur) van de kaart. In elk seizoen kunnen meerdere offline-knoppen zijn.
- ...krijgen aan het eind van de dag de afstand tot Team Stuk te zien.
- ...krijgen een melding zodra er een boef is opgepakt.
- ...worden aangeduid als "Most Wanted" zodra StukTV specifiek op een unit aan het jagen is.
- ...moeten, als ze als duo spelen, dicht bij elkaar blijven.

StukTV...
- ...heeft de beschikking over een minibus (de "Stukbus").
- ...heeft de beschikking over smartphones en tabletcomputers, waarop reisinformatie en locatiegegevens worden gedeeld.
- ...ontvangt elke 20 minuten de gps-locatie van alle voortvluchtigen.
- ...ziet aanvankelijk alleen maar nummers op de kaart op de tablets. Ze weten dus niet welke boeven waar zijn.
- ...is gedurende het spel te bereiken via een speciale tiplijn (het telefoonnummer staat op de overalls), waarmee passanten informatie kunnen doorspelen.
- ...hoeft gedurende het spel niet bij elkaar te blijven. Ze mogen dus ook afzonderlijk op verschillende boeven jagen.
- ...wordt gedurende de vlucht gevolgd door een camerateam, dat steeds met een volgauto achter de "Stukbus" aan rijdt.
- ...hoeft, als een unit uit meerdere deelnemers bestaat, maar één deelnemer aan te tikken om de unit uit te schakelen (sinds seizoen 2 niet in de finale).

### Seizoen 1
Dit seizoen bestond uit acht afleveringen en begon op 19 oktober 2024 met een dubbele aflevering. De laatste aflevering kwam op 30 november 2024 beschikbaar. Er waren 15 boeven, onder wie 5 duo's. De kandidaten werden op 7 oktober 2024 onthuld.
- Dag 1: Aflevering 1
- Dag 2: Aflevering 2, 3, 4
- Dag 3: Aflevering 4, 5
- Dag 4: Aflevering 6, 7
- Dag 5: Aflevering 8

Op dag 1 ontsnappen alle boeven tegelijkertijd uit de Penitentiaire Inrichting Wolvenplein. Bij de uitgang heeft Tygo Gernandt vijf vluchtauto's laten klaarzetten die elk een duo- en een solo-unit kunnen vervoeren voor de eerste vlucht van 40 minuten.
- Unit 5 en 10 (richting Rotterdam)
- Unit 1 en 4 (richting Den Bosch)
- Unit 2 en 9 (richting Arnhem)
- Unit 3 en 8 (richting Zwolle)
- Unit 7 en 6 (voorbij Zwolle)

Na deze rit gaat elk team zijn eigen weg.
Op dag 2 werd de locatie van de 'virtuele offline-button' gedeeld met de deelnemers en Team Stuk. Dit was de uitzichttoren Belvédère in Arnhem. Zowel Dyantha Brooks, Thijs Zeeman als Team Stuk waren in de buurt. Zij besloten met z'n allen hiernaar toe te gaan. Brooks wist de offline-button te activeren, maar ze was zich er niet van bewust dat StukTV haar buiten de tablets nog gewoon kon zien. Hierdoor wist StukTV haar te pakken. Enige tijd later werd ook Zeeman opgepakt.
Op dag 3 besloot Thomas om in zijn eentje naar Ameland te gaan per helikopter om zo een boef, die daar al een tijdje zat, weg te jagen of te arresteren. Giel en Stefan bleven op het vaste land, maar zaten op een gegeven moment op Texel achter een ander team aan. Uiteindelijk werden de drie heren op Texel weer herenigd.
Op dag 4 moesten de vier overgebleven teams (Rijk & Sam Hofman, Rhodé Kok, Els & Mike en Bizzey & Jayjay Boske) zich naar de driehoek Rotterdam, Breda en Middelburg begeven. Deze melding kreeg Team Stuk niet. In dat gebied stonden twee speciale vluchtauto's klaar. De twee teams die deze auto's wisten te bemachtigen moesten naar de Haven van Moerdijk rijden. Bizzey & Jayjay werden voortijdig door StukTV opgepakt. Els & Mike waren net te laat om te vluchtauto te bemachtigen, waardoor het voor dat team game over was.
Rijk, Sam en Rhodé kwamen aan in de haven en werden vervolgens omringd door zeecontainers. De mannen van Stuk klommen op een container en legden vervolgens het finalespel uit.
Op dag 5 werd de finale gespeeld van 10:30 tot 14:30 uur en moesten de finalisten als team vluchten. Het spel werd dan gespeeld volgens de regels van het reguliere Jachtseizoen op YouTube en duurt dan ook vier uur. Het enige verschil is dat Giel, Thomas en Stefan alle drie de voortvluchtigen binnen de vier uur moesten arresteren om te winnen. Lukte dat niet, dan waren de Rijk, Sam en Rhodé de winnaars. Uiteindelijk wist Team Stuk geen van de drie boeven in te rekenen.

#### Overzicht
| Unit | Voortvluchtige(n)                   | Resultaat | Resultaat    | Resultaat            | Eindpunt                  |
| ---- | ----------------------------------- | --------- | ------------ | -------------------- | ------------------------- |
| 1    | Rijk Hofman & Sam Hofman            | Ontsnapt  | aflevering 8 | dag 5 rond 14:30 uur | Rotterdam                 |
| 2    | Michella Kox                        | Gepakt    | aflevering 1 | dag 1 rond 16:00 uur | Nijmegen                  |
| 3    | Donny Ronny & Stuntje               | Gepakt    | aflevering 5 | dag 3 rond 17:00 uur | Den Helder                |
| 4    | Rhodé Kok                           | Ontsnapt  | aflevering 8 | dag 5 rond 14:30 uur | Rotterdam                 |
| 5    | Els & Mike (B&B Vol Liefde)         | Gepakt    | aflevering 7 | dag 4 rond 14:00 uur | Bruinisse                 |
| 6    | Tygo Gernandt                       | Gepakt    | aflevering 4 | dag 3 rond 12:00 uur | Ameland                   |
| 7    | Bizzey & JayJay Boske               | Gepakt    | aflevering 6 | dag 4 rond 11:30 uur | In de buurt van Werkendam |
| 8    | Dyantha Brooks                      | Gepakt    | aflevering 3 | dag 2 rond 14:45 uur | Arnhem                    |
| 9    | Ouassima Tajmout & Morad El Ouakili | Gepakt    | aflevering 2 | dag 2 rond 12:00 uur | Zwolle                    |
| 10   | Thijs Zeeman                        | Gepakt    | aflevering 3 | dag 2 rond 15:00 uur | Arnhem                    |

### Seizoen 2
In seizoen 2, bestaande uit tien afleveringen, slaan 18 boeven op de vlucht. De eerste twee afleveringen zijn sinds zaterdag 21 juni 2025 beschikbaar op Videoland. De laatste aflevering is sinds 16 augustus 2025 beschikbaar.
- Dag 1: Aflevering 1
- Dag 2: Aflevering 1, 2, 3 en 4
- Dag 3: Aflevering 4 en 5
- Dag 4: Aflevering 6, 7 en 8
- Dag 5: Aflevering 8, 9 en 10
- Dag 6: Aflevering 10

Op dag 1 ontsnappen alle boeven tegelijkertijd uit de Penitentiaire Inrichting Wolvenplein. Bij de uitgang heeft Team Stuk twee oude streekbussen neergezet. De ene bus rijdt maximaal een uur lang richting het Noorden en de ander rijdt maximaal een uur richting het Zuiden. Danny, Russo, Danny & Ann Dominique, Bente & Maik en Elise & Joey besloten in Bus Noord te stappen, de rest zat in Bus Zuid. Iedereen in Bus Noord besloot al na 25 minuten bij Vinkeveen uit te stappen en verder te liften. Bus Zuid eindigde na een uur in Culemborg.
Op dag 2 kwam er om 11:06 uur een offline-knop in het spel bij Station Helmond. Omdat geen enkel unit hier gebruik van maakte kwam er om 13:43 uur opnieuw een offline-knop beschikbaar, ditmaal bij de Zijlpoort in Leiden. Pauline & Leslie maakten hier gebruik van. 
Op dag 2 werden Danny & Ann Dominique vlak voor de avondklok in hun hotelkamer opgepakt.
Op dag 3 kwam er opnieuw een offline-knop voorhanden. Ditmaal was het de ingang van Madurodam. Zaar pakte deze.
Op dag 4 kwam er om 11:49 uur een safe house in het spel. De twee units die het snelst een speciaal pick-up point wisten te bereiken, werden met een busje naar het safe-house gebracht en waren dan tot dag 5 10:00 uur offline. De locatie van het pick-up point was de bushalte Politiebureau in Epe. Deze locatie, inclusief de locatie van het safe-house, werden niet aan Team Stuk meegedeeld. Het safe-house is een luxe groepsaccommodatie genaamd Hofstee van Heerde in Heerde, waarbij ze gebruik mogen maken van alle faciliteiten. Ook ligt er in de woning een tablet, waarop de units kunnen zien waar de andere units én Team Stuk zich bevinden.
Bente & Maik zaten van maandag t/m woensdagochtend op Ameland. Bente had echter woensdagavond een optreden in Amsterdam en hierdoor moesten ze het eiland verlaten. Team Stuk was echter dinsdagmiddag al richting Holwerd gereden. Hierdoor werden ze, ondanks dat hun ontsnappingsplan lukte, aan het eind van de ochtend opgepakt.
Renze & Tom wisten aan het eind van dag 4 vlak voor de avondklok dankzij een tip op het nippertje aan een fuik van StukTV te ontsnappen, maar werd de volgende dag in de loop van de ochtend alsnog gepakt.
Op dag 5 begon de halve finale en de overgebleven units kregen om 11:06 uur de melding dat ze rond 16:00 uur in de regio Amsterdam moesten zijn. Om 16:00 uur kregen ze de melding dat er een drukknop stond bij de Magere Brug in Amsterdam. Deze meldingen kreeg Team Stuk niet. Bij een druk op de knop kreeg de unit op de smartwatch de GPS coördinaten voor de halte Buiksloterwegveer in Amsterdam-Noord. Hier stond net zo'n lijnbus klaar als waarmee ze begonnen en deze had plek voor twee units voor een plek in de finale. Russo wist als eerste de knop en de bus te bereiken. Selma bereikte als tweede de knop, maar kwam net te laat aan bij de bus. Floris & Iris bereikten als derde de knop en kwamen als tweede unit aan bij de bus. 
Op dag 6 werd de finale gespeeld van 10:00-14:00 uur en moesten de drie finalisten samen vluchten. Het spel werd dan gespeeld volgens de regels van het reguliere Jachtseizoen op YouTube en duurt dan ook vier uur. Het enige verschil is dat Giel, Thomas en Stefan alle drie de voortvluchtigen binnen de vier uur moesten arresteren. Werd een deelnemer gepakt, dan mochten de anderen doorgaan. Iris werd opgepakt. Russo en Floris waren de winnaars.

#### Overzicht
| Unit | Voortvluchtige(n)                   | Resultaat     | Resultaat | Resultaat | Resultaat | Offline | Eindpunt     |
|      |                                     | Gepakt door   | afl.      | dag       | ± tijd    | dag     |              |
| ---- | ----------------------------------- | ------------- | --------- | --------- | --------- | ------- | ------------ |
| 1    | Hef                                 | Giel          | 1         | 1         | 17:35     | -       | Breda        |
| 2    | Diva Maria Brons                    | Giel          | 4         | 3         | 11:00     | -       | Arnhem       |
| 3    | Danny Ghosen                        | Thomas        | 5         | 3         | 14:30     | -       | Arnhem       |
| 4    | Zaar Goedemans                      | Giel          | 7         | 4         | 13:15     | 3       | Almere Haven |
| 5    | Selma Omari                         | Thomas        | 10        | 5         | 16:35     | -       | Amsterdam    |
| 6    | Russo                               | Ontsnapt      | 10        | 6         | 14:00     | 6       | Amsterdam    |
| 7    | Pauline Wingelaar & Leslie Keijzer  | Giel & Stefan | 9         | 5         | 13:55     | 2 + 4   | Naarden      |
| 8    | Danny Froger & Ann Dominique Wilten | Giel          | 4         | 2         | 18:55     | -       | Den Bosch    |
| 9    | Bente Fokkens & Maik de Boer        | Giel & Stefan | 7         | 4         | 11:45     | -       | Emmeloord    |
| 10   | Elise Boers & Joey Jaq              | Thomas & Giel | 2         | 2         | 10:40     | -       | Eersel       |
| 11   | Floris Göbel &                      | Ontsnapt      | 10        | 6         | 14:00     | 4 + 6   | Amsterdam    |
| 11   | Iris Enthoven                       | Stefan        | 10        | 6         | 13:35     | 4 + 6   | Amsterdam    |
| 12   | Renze Klamer & Tom van 't Einde     | Giel & Thomas | 8         | 5         | 11:30     | -       | Dordrecht    |

## App
Van 2017 t/m 2024 was er ook een Jachtseizoen-app, te downloaden in de App Store of de Play Store. Hiermee kon iedereen zelf het spel spelen. Gebruikers konden een team maken en een 'spelmodus' kiezen.
Er waren verschillende spelmodi:
- EASY (15 minuten speeltijd, 2 minuten voorsprong voor de boef, gps-locatie iedere 2 minuten)
- NORMAL (1 uur speeltijd, 5 minuten voorsprong voor de boef, gps-locatie iedere 5 minuten)
- HARD (2 uur speeltijd, 10 minuten voorsprong voor de boef, gps-locatie iedere 10 minuten)
- STUKTV-modus (4 uur speeltijd, 20 minuten voorsprong voor de boef, gps-locatie iedere 10 minuten)

Wanneer een boef was gepakt, moesten de jagers de code invoeren die de boef kreeg wanneer deze de strijd opgaf.

## Prijzen
| Jaar | Prijs           | Categorie                 | Resultaat   |
| ---- | --------------- | ------------------------- | ----------- |
| 2017 | Hashtag Awards  | Beste Entertainment Video | Gewonnen    |
| 2018 | Zapp Awards     | Beste Serie               | Gewonnen    |
| 2018 | VEED Awards     | Beste Serie               | Gewonnen    |
| 2019 | VEED Awards     | Beste Serie               | Gewonnen    |
| 2019 | Televizier-Ster | Online-videoserie         | Genomineerd |
| 2020 | Televizier-Ster | Online-videoserie         | Genomineerd |
| 2021 | Televizier-Ster | Online-videoserie         | Genomineerd |
| 2022 | Televizier-Ring | Tv-serie                  | Genomineerd |
| 2023 | Zapp Awards     | Beste Familieprogramma    | Gewonnen    |

## Buitenland
In 2022 werd bekend dat het format van Het Jachtseizoen verkocht is aan diverse landen, namelijk Polen (TV4), België (VTM), en Litouwen (LNK TV). Het Jachtseizoen (Vlaanderen) ging in september 2022 van start en deze afleveringen worden uitgezonden op VTM en via VTM GO. Het tweede seizoen startte in september 2023. Hierin slaan twee BV's op de vlucht en wordt er gejaagd door drie jagers. In deze versie is er in tegenstelling tot de Nederlandse versie geen Offline-button.

## Trivia
- StukTV gebruikte van seizoen 1 t/m 3 (YouTube-serie) een zwarte Mercedes-Benz V-klasse. Van seizoen 4 t/m 8 (YouTube-serie) en seizoen 1 t/m 4 (televisieserie) is dit een grijze Opel Vivaro (in de Zafira Life uitvoering) met gele strepen. Vanaf Jachtseizoen: Most Wanted rijdt team Stuk weer met een Mercedes-Benz V-klasse; ditmaal een matzwarte bus met oranje strepen.
- De Koepelgevangenis in Arnhem (dit was het startpunt voor de afleveringen met Jebroer, Bram Krikke en Gaby Blaaser) werd ook gebruikt voor seizoen 1 van de StukTV-serie De Kluis.
- In 2021 bezochten Giel, Thomas en Stefan Fort 1881 (dit was het startpunt voor de aflevering met Wolter Kroes en Romee Strijd) en Kasteel Hoensbroek (het startpunt voor Rapper Sjors) voor het tweede seizoen van de StukTV-serie De Drop.
- Er zijn geen regels wat betreft het kruisen van de rijksgrens van Nederland (in tegenstelling tot de vergelijkbare serie Hunted). Dit zorgde ervoor dat rapper Boef tijdens zijn herkansing voor korte tijd de Duitse grens over kon steken. Sinds 2024 zijn daar wel regels voor, want in de aflevering van 30 mei 2024 werd vermeld dat dat niet mag.[37]
- Hardwell (YouTube-serie), Ellie Lust & Nick Schilder (televisieserie), Dafne Schippers & Gregory Sedoc (televisieserie) en Edsilia Rombley & Kees Tol (televisieserie) kregen tijdens hun vlucht een lift van de politie. Laatstgenoemde ook van de ambulance.
- In 2019 werd er een bordspel geïntroduceerd gebaseerd op Het Jachtseizoen.
- In 2024 organiseerde politie en/of handhaving in diverse gemeenten een editie van het Jachtseizoen met inwoners, zoals in Bruinisse.[38]